# Sommi Picenardi
Sommi Picenardi, antica nobile famiglia di Cremona.
Capostipite fu con Alberico da Sommo, dal 1128.
Nel XII secolo i Sommi erano investiti del feudo nobile e perpetuo di alcune terre di Sommo e di molti altri diritti su altre ventidue terre della diocesi cremonese.

## Personalità illustri
- Alberico Sommi (XII secolo), fu tra i testimoni dell'atto con cui nel 1128 Oddone, abate del monastero di San Sisto in Piacenza, investe Oddone di Comazo della corte di Guastalla.[1]
- Bartolomea Picenardi (1428-1468), nota come beata Elisabetta,[2] terziaria dell'ordine dei Servi di Maria;[1]
- Annibale Picenardi (XVI Secolo), militare;[1]
- Antonio Maria Picenardi (XVI secolo), letterato e diplomatico;[1]
- Ottaviano Picenardi (1570-1646),[3] legato a papa Paolo V, senatore e podestà di Pavia nel 1621, inviato come ambasciatore presso la Repubblica di Venezia da Filippo IV di Spagna e da questi elevato alla carica di Presidente del Senato di Milano,[1] dal 1641 al 1646;
- Ottavio Picenardi (1661-1722), nominato da Clemente XI vescovo di Reggio Emilia[1] dal 1701 al 1722;
- Ottavio Luigi Picenardi (XVIII secolo), marchese di Calvatone, insieme al fratello Giuseppe ultimi della loro famiglia, con donazione del 1816, chiamarono i nipoti Girolamo e Antonio a raccogliere i beni, i diritti e il nome dei Picenardi. Con questo pervenne in casa Sommi la villa di Torre de' Picenardi;[1]
- Guido Sommi Picenardi (1839-1914) è stato uno storico e letterato italiano.

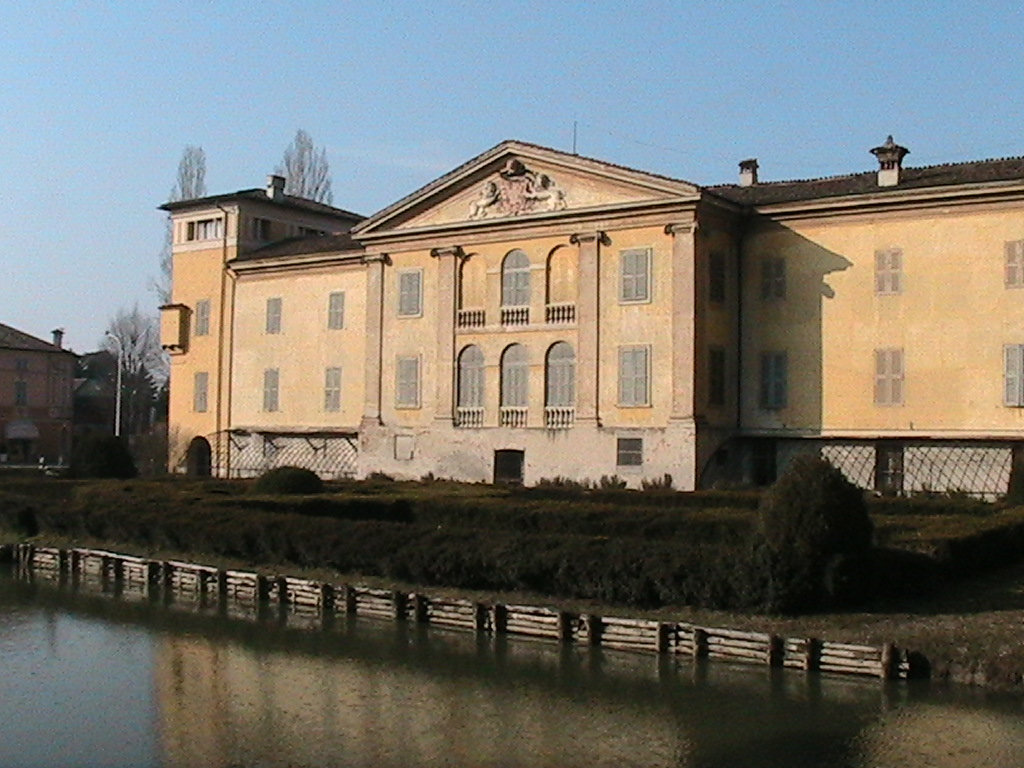
Torre de' Picenardi, Villa Sommi Picenardi

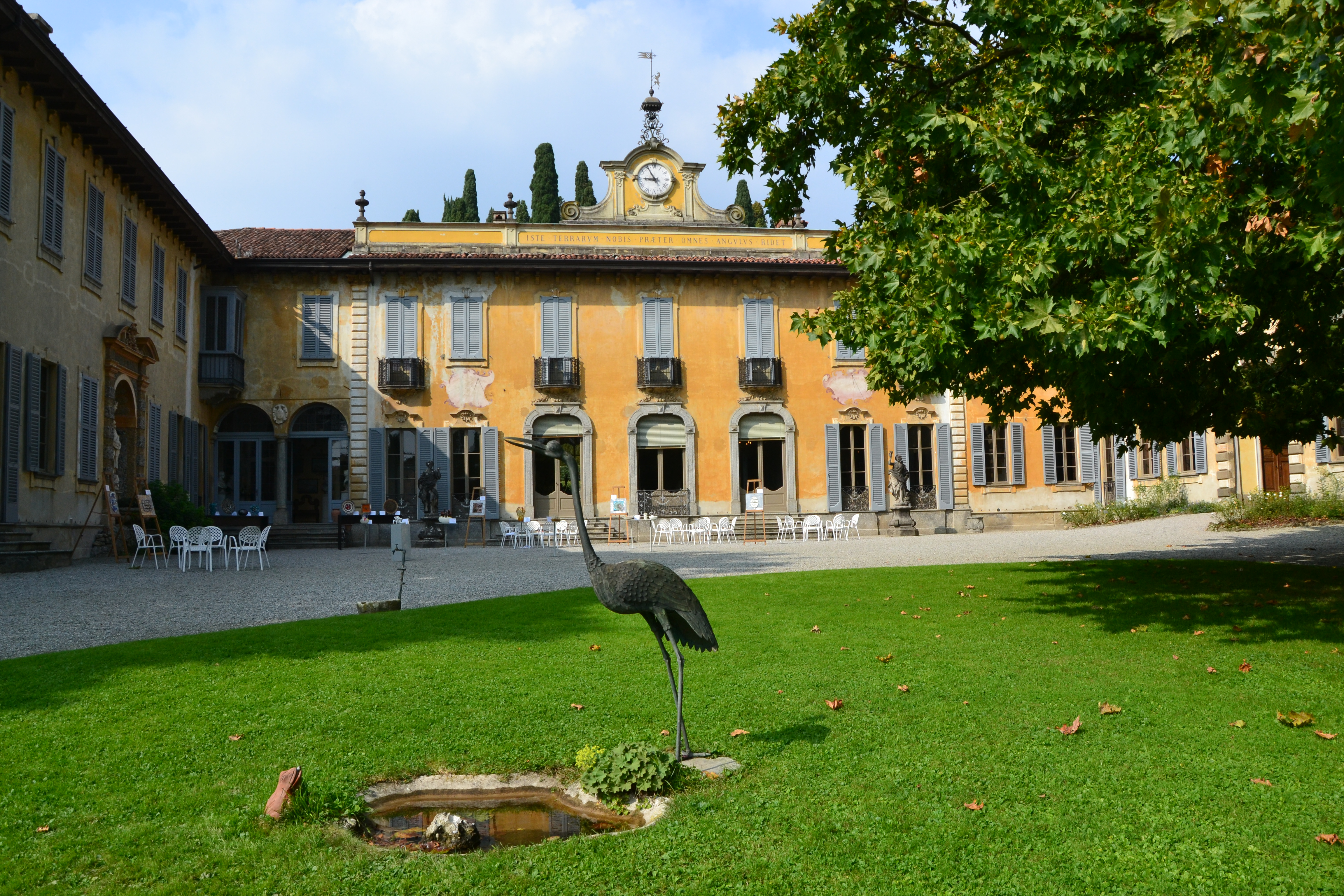
Olgiate Molgora, Villa Sommi Picenardi

- Gerolamo Sommi Picenardi (1869-1926), deputato;[4]
- Galeazzo Sommi Picenardi (1870-1916), militare, Medaglia d'Oro al valor di Marina.
- Guido Sommi Picenardi (1892-1949), musicista futurista, giornalista, critico e storico, sposò la principessa Anna Maria "Mananà" Pignatelli Aragona Cortés dei Duchi di Terranova (1894-1960);[5]

## Palazzi di famiglia
- Villa Sommi Picenardi a Olgiate Molgora.
- Villa Sommi Picenardi a Torre de' Picenardi.

## Archivio
L'archivio fu notificato nel 1973 quando era ancora conservato nella villa della famiglia a Olgiate Molgora. L'archivio è conservato presso l'archivio di Stato di Cremona.

## Arma
Scudetto di argento partito: a sinistra caricato di una fascia di rosso e a destra da un liocorno anuro (cioè privo di coda) rampante dello stesso su - monte a 3 cime di verde su fascia di argento su rosso accompagnata in alto da - una ruota di oro e in basso da - una palla dello stesso - aquila bicipite di nero coronata di oro su oro - su leone rampante coronato di oro tenente con 3 zampe un ramo di cotogno di verde fruttato di oro su azzurro.